# Аеродром Слатина
Аеродром Слатина (алб. Aeroporti Sllatina) налази на међународном аеродрому Приштина, садржао је други по величини војни подземни хангар у бившој Југославији. После НАТО бомбардовања Југославије, КФОР је користио аеродром.
Пре повлачења Југославије, Слатина је била дом 83. ловачког авијацијског пука и његових 123. и 124. ескадрила. Ове ескадриле су биле опремљене авионима МиГ-21 Бис и МиГ-21 УМ.

## Историјска вредност ваздушне базе
Током НАТО операције против Југославије, 83. борбена ескадрила југословенских ваздухопловних снага била је смештена у Слатини. Није извршила никакве борбе и није претрпела губитке од НАТО ваздухопловних током бомбардовања 1999. године. Свака појединачна летелица остала је нетакнута.
Ваздушна база Слатина била је стратешки важна база коју је НАТО планирао да користи за подизање великог дела својих војних јединица у знак подршке УНСФ Резолуцији 1244. Контрола над аеродромом требало је да буде успостављена 12. јуна 1999. године, мада те прве ноћи ваздух базу је заузео батаљон руских падобранаца.
Ваздушна база приказана је 2019. године у акционом филму Балканска међа.